# Canadian Lakes
Canadian Lakes is een plaats (census-designated place) in de Amerikaanse staat Michigan, en valt bestuurlijk gezien onder Mecosta County.

## Demografie
Bij de volkstelling in 2000 werd het aantal inwoners vastgesteld op 1922.

## Geografie
Volgens het United States Census Bureau beslaat de plaats een oppervlakte van
27,6 km², waarvan 24,6 km² land en 3,0 km² water.

## Plaatsen in de nabije omgeving
De onderstaande figuur toont nabijgelegen plaatsen in een straal van 20 km rond Canadian Lakes.